# Quasisyndactylus longibrachis
Quasisyndactylus longibrachis — викопний вид сиворакшоподібних птахів. Належить до базальних представників ряду. Існував в Європі у ранньому еоцені. Викопні рештки птаха знайдено у Мессельському кар'єрі у Гессені на заході Німеччини.

## Опис
Це був дрібний птах завдовжки близько 14 см і вагою близько 30 г. Форма дзьоба та морфологія пальців ніг дуже схожі на сучасних тоді. Будоващиколотки, з іншого боку, більше схожа на будову момотів.